# Antonio Ruiz Soler
Antonio Ruiz Soler, conosciuto con il nome d'arte di Antonio (Siviglia, 4 novembre 1921 – Madrid, 5 febbraio 1996), è stato un ballerino, coreografo e attore spagnolo.

## Biografia
Debuttò nel teatro di varietà, ma, abbandonatolo nel 1944, si dedicò alla coreografia del balletto classico. Tra le sue più famose coreografie ricordiamo El amor brujo (1955).
Era cugino e partner della ballerina Rosario.

## Filmografia

### Attore
- Sing Another Chorus, regia di Charles Lamont (1941)
- El rey de Sierra Morena, regia di Adolfo Aznar (1949)
- Niebla y sol, regia di José María Forqué (1951)
- Todo es posible en Granada, regia di José Luis Sáenz de Heredia (1954)
- Noches andaluzas, regia di Ricardo Blasco e Maurice Cloche (1954)
- Carosello napoletano, regia di Ettore Giannini (1954)
- Pane, amore e Andalusia (Pan, amor y... Andalucía), regia di Javier Setó (1958)
- Luna di miele, regia di Michael Powell (1959)
- La nueva Cenicienta, regia di George Sherman (1964)
- La nave dei folli (Ship of Fools), regia di Stanley Kramer (1965)
- La ley de una raza, regia di José Luis Gonzalvo (1969)
- La taberna del toro, regia di José Antonio Páramo (1974)

## Tv
- Noche del sábado
- La gente quiere saber